# Eustrangalis viridipennis
Eustrangalis viridipennis là một loài bọ cánh cứng trong họ Cerambycidae.